# 訥穆爾公爵加斯東·德·富瓦
加斯東·德·富瓦（法語：Gaston de Foix；1489年12月10日—1512年4月11日），法國陸軍將領和法王路易十二的外甥，綽號「義大利的霹靂」（Foudre d'Italie）。
加斯東在18歲時受封訥穆爾公爵，在21歲時成為法軍駐義大利部隊總司令。1512年2月，他指揮多場組織嚴密的會戰與急行軍，於兩週內在波隆納、斯卡拉和布雷西亞三戰三勝。同年4月，他在拉文納戰役勝利後中彈身亡。許多軍事歷史學家推崇他的军事能力与前瞻性，尤其提及到他遠超時代的快速行軍，並視他為歷史最偉大的將領之一。

## 早期生涯
加斯東·德·富瓦於1489年12月10日出生在法蘭西王國马泽尔，父親讓·德·富瓦是納瓦拉王子，母親瑪麗·德·奧爾良是法國國王路易十二的姊姊，他在兩個孩子中排行第二。加斯東的祖父是富瓦伯爵加斯東，祖母是西班牙國王斐迪南二世的姐妹納瓦拉女王萊昂諾爾。
他父母在婚後生下兩位子女，分別為姊姊日爾曼妮·德·富瓦和其本人：
- 日爾曼妮公主 (1488年－1538年)：西班牙國王斐迪南二世的王后[註 1]，在1512年至1516年擔任納瓦拉女王。她的第一任丈夫去世後，她先後嫁給瓦倫西亞總督約翰·馮·布蘭登堡－安斯巴赫（英语：Johann of Brandenburg-Ansbach, Viceroy of Valencia）和那不勒斯王子卡拉布里亞公爵斐迪南（英语：Ferdinand, Duke of Calabria）。
- 加斯東·德·富瓦 (1489年－1512年)：訥穆爾公爵和納瓦拉王位的繼承人，法蘭西王國將軍，無子嗣和妻子。

1500年，年僅11歲的加斯東在父親死後繼承埃唐普伯爵。1505年，他放棄納博訥子爵位，讓位給舅舅法王路易十二。路易十二為了補償加斯東，在1507年11月19日封他為「訥穆爾公爵」。1509年，加斯東被任命為法國王子直屬領地多菲內的省長。1509年他參與在義大利的戰爭，並在同年5月14日於阿尼亞代洛戰役中擔任軍官。

## 駐義大利法軍司令
法國自查理八世南下義大利以來，多次參與意大利的政治事务，與其他歐陸大國爭奪意大利城邦的控制權。1508年12月10日，法蘭西王國與教宗国、神聖羅馬帝國、西班牙帝國簽訂條約組建康布雷同盟，對威尼斯發動康布雷同盟戰爭。然而法軍在阿尼亞代洛戰役擊潰威尼斯軍隊後，教皇儒略二世懼怕法國的勢力過強，轉而與威尼斯共和國結盟。1511年3月初，法軍攻佔康科迪亚等地，教皇－威尼斯聯軍撤至波隆納，教皇本人則繼續逃往拉文納。5月21日，法軍攻下波隆納，然後在6月時控制大部分羅馬涅地區。
1511年6月25日，加斯東奉命接替夏爾·德·昂布瓦斯擔任米兰總督。同年10月，教皇與西班牙王國、神聖羅馬帝國、英格蘭王國建立反法的「神聖同盟」，路易十二立即任命加斯東擔任義大利地區法軍總司令。同年11月，教皇儒略二世召集的瑞士僱傭兵開始前往米蘭公國北部邊境，直至12月已有超過10,000名士兵抵達，而法軍用於把守米蘭北部邊境的部隊只有2,900人。根據阿貝爾·德雅爾丁（Abel Desjardins）與朱塞佩·卡內斯特里尼（Giuseppe Canestrini）的說法，加斯東決定「接近敵軍、避免戰鬥與阻礙敵軍獲得補給」，最後瑞士部隊因為缺乏攻擊機會撤出米蘭。

### 「閃電戰」
1511年12月，那不勒斯王国總督拉蒙·德·卡多納率領西班牙部隊抵達罗马涅，接著在該區域進行一系列不連貫的軍事行動，直到隔年1月下旬才找到機會圍攻波隆納。該城的駐軍由加斯東的表弟奧德特·德·富瓦指揮，共有2,000名國土傭僕（Landsknecht）和200名敕令騎士（Gendarme）。加斯東在圍攻消息傳出後，率領部隊在充滿雪和泥濘的土地上，以對當時來說驚人的速度日以繼夜地強行軍，在2月5日透過巧妙的機動通過攻城軍的佈防進入城市。駐紮於城市南方的西班牙部隊未注意到法軍的行動，只能在隔夜解除圍困撤軍。

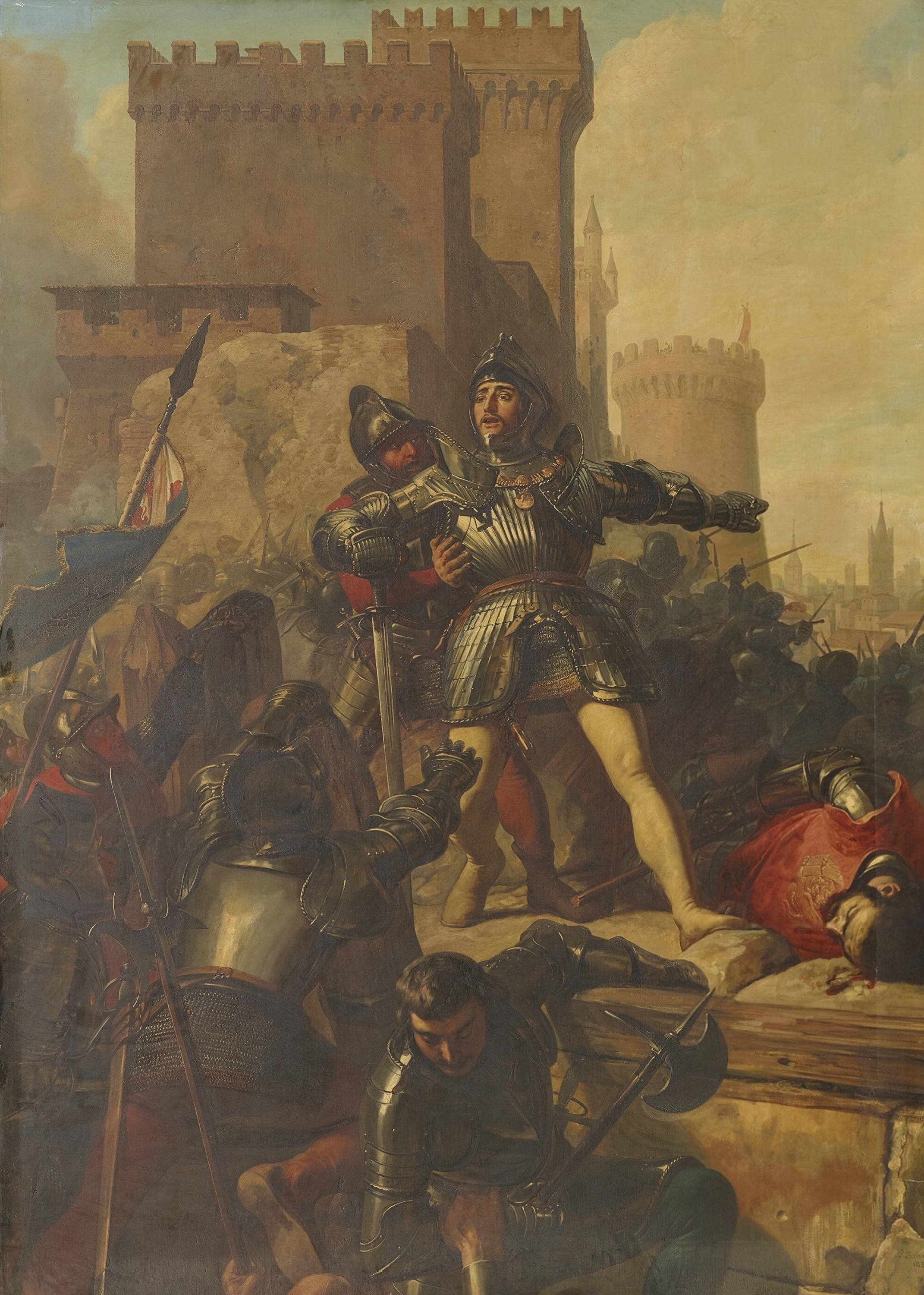
布雷西亞圍城戰中的加斯東·德·富瓦

之後，加斯東在2月8日率軍前往布雷西亞，試圖重奪這座在2月3日被安德烈·古利提佔領的城市。法軍在寒冷多雪下迅速向北推進，在2月16日於斯卡拉（一說為瓦萊焦）與威尼斯部隊相遇，並趁其不備向其發動衝鋒。人數處於劣勢的威尼斯部隊最終崩潰，超過1,200名士兵和90名披甲战士被殺或被俘，還有許多人在逃難中溺斃。隔天，法軍遭遇到梅列阿格·達·弗利（Meleagro da Forli）指揮的輕騎兵部隊，在戰鬥後將其俘虜。2月17日，加斯東率軍抵達布雷西亞，他們在九天的路途中行軍超過210公里，並在途中打了兩場戰鬥。
2月18日夜晚，法軍中的500名下馬騎士和6,000名步兵突入城內，西班牙－威尼斯聯軍在血腥的戰鬥中崩潰，威尼斯士兵幾乎全軍覆沒，法軍中的加斯科涅步兵與德意志國土傭僕紀律崩壞，整個城市被掠奪一空，超過8,000名士兵與平民被法軍屠殺。加斯東在佔領其他城鎮後返回米蘭，考慮到法國逐漸惡化的外交局勢，他想設法在敵軍增援抵達前贏得一次決定性勝利。
|                       | 富瓦的名字在基督教世界中享有至高的榮耀，他以兇猛的速度在兩週內迫使西班牙－威尼斯軍隊解除對波隆納的圍攻、在野戰中擊敗敵軍、以殘暴的手段收復布雷西亞。可以肯定的是，義大利地區已經很久沒有這種軍事行動了 |
| ——弗朗切斯科·圭恰迪尼 | |

### 拉文納戰役
西班牙國王斐迪南二世要求義大利地區的聯軍統帥避戰，爭取時間等待援兵。加斯東苦於無進攻機會，最終決定進攻拉文納，強迫敵軍投入戰鬥。那不勒斯王国總督拉蒙·德·卡多納被迫前去解圍，他率領部隊面對朗科河部署陣地，在陣地前挖掘戰壕和建立防線。此時法軍雖有兵力優勢，但因缺乏補給需儘早投入戰鬥。

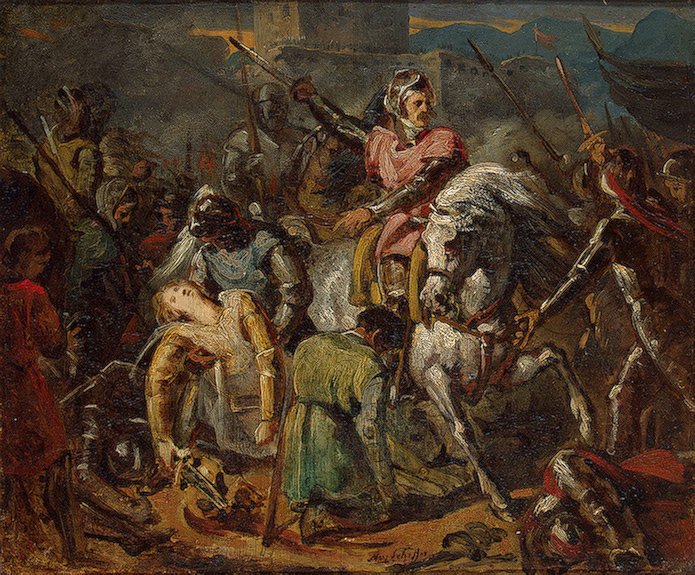
在拉文納戰役戰死的加斯東·德·富瓦

法軍兵力約有23,000人，其中包括8,500名國土傭僕與54門火砲。卡多納率領的救援部隊則有16,000人及25門火砲。4月11日，加斯東留下2,000人繼續包圍拉文納城中5,000名駐軍，剩餘的21,000人向聯軍的陣線前進。法軍在距離敵軍兩百步的位置停下，雙方砲擊對峙長達2個多小時。這場砲戰被史家視為「當時史上最猛烈的」、「史無前例的」。過程中，加斯東派遣法軍砲兵移至西班牙部隊的側翼，打擊密集部署的西班牙騎兵。
西班牙騎兵在法軍砲火的射擊下，別無選擇只能發動進攻，但未能擊破法軍的防線，最終在法軍預備隊抵達後撤退。法軍步兵隨後與聯軍步兵纏鬥超過1個小時，直至法軍騎兵重整陣型發動進攻沖垮西班牙部隊。最後，僅有3,000名西班牙步兵得以撤退至河岸，其餘士兵則被殺、俘虜或逃散。然而加斯東·德·富瓦在追擊敵人的途中意外中彈身亡，讓部分西班牙部隊得以安然撤退。
雙方的傷亡數據慘重且混亂。德國學者科赫林（Kochlin）的調查估計，法軍的陣亡約在3,000人左右、聯軍則在9,000人左右，而作為戰場上的親歷者，西爾維斯特利（Silvestri）估計聯軍的屍體數目是法軍的三倍。根據雙方的佐證，泰勒（Taylor）認為，法軍陣亡3,000人、聯軍陣亡9,000人應為正確數據。

## 評價與身後事

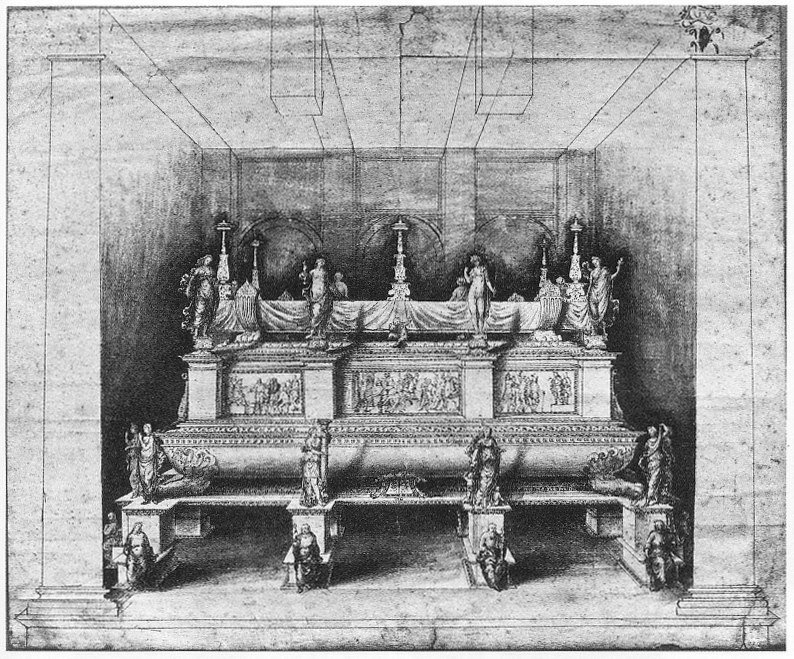
加斯東·德·富瓦墓碑的重現圖

加斯東·德·富瓦被視作歐洲歷史上最偉大的軍事指揮官之一。這位年輕的將軍以其迅猛的速度和戰略眼光為人稱道，同時也是一位大膽、愛護手下的上級。法國編年史家阿爾貝·馬萊特在他的著作中提到：「加斯東在短短的時間內，證明他是無與倫比且領先時代的機動作戰天才，是蒂雷納子爵與拿破崙等偉大戰略家的先驅」。
加斯東據稱是「該時代最英俊的男子」，身材勻稱和優雅，受許多貴族女子愛慕。他是法王弗朗索瓦一世的妹妹瑪格麗特的心上人，後者曾因他拒絕與英王亨利八世的聯姻。這對戀人被認為是「基督教世界最俊俏的情侶」。
1515年，法王弗朗索瓦一世在佔領米蘭後委託著名的雕塑家阿戈斯蒂諾·布斯蒂在聖瑪爾塔教堂製作加斯東的雕塑及生平的紀念碑，但最終未能組裝完成。這項藝術品被認為具有極高的藝術價值，現收藏於斯福爾扎城堡博物館。

## 文字註釋
1. ↑  斐迪南二世為日爾曼妮的舅公，屬於四親等

## 註腳
1. ↑  Nolan 2006，第289頁.
2. ↑  Dupont-Ferrier 1974，第900頁.
3. ↑  Smither 2016，第1502頁.
4. 1 2 3 4 5  Le Fur 2012.
5. ↑  Mallett & Shaw 2014，第87頁.
6. ↑  Norwich 1989，第414–415頁.
7. ↑  Mallett & Shaw 2014，第97頁.
8. ↑  Norwich 1989，第417頁.
9. ↑  Mallett & Shaw 2014，第101頁.
10. ↑  Norwich 1989，第419頁.
11. 1 2  Thevet 2009，第59頁.
12. 1 2  Clodfelter 2017，第10頁.
13. 1 2 3 4  Mallett & Shaw 2014，第104頁.
14. 1 2 3 4  Mallett & Shaw 2014，第105頁.
15. ↑  Keegan & Wheatcroft 2014，第97頁.
16. ↑  Gifford 1792，第294頁.
17. 1 2  Thevet 2009，第60頁.
18. ↑  Nolan 2006，第301頁.
19. ↑  Guicciardini 1754，第369頁.
20. 1 2 3  Shellabarger 1971，第180頁.
21. ↑  Guicciardini 1754，第376頁.
22. ↑  Guicciardini 1754，第377頁.
23. ↑  Keegan & Wheatcroft 2014，第98頁.
24. ↑  Bowd 2018，第71頁.
25. 1 2 3  Baumgartner 1994，第220頁.
26. 1 2 3  Mallett & Shaw 2014，第106頁.
27. ↑  Tucker 2009，第481頁.
28. 1 2  Taylor 1924，第188頁.
29. ↑  Hall 1997，第172頁.
30. ↑  Taylor 1924，第189頁.
31. ↑  Oman 1937，第140頁.
32. ↑  Taylor 1924，第198-199頁.
33. ↑  Mallett & Shaw 2014，第107頁.
34. ↑  Taylor 1924，第199頁.
35. ↑  Taylor 1924，第201-202頁.
36. ↑  Grant 1914，第38頁.
37. ↑  Denieul-Cormier 1969，第42頁.
38. ↑  Thevet 2009，第63頁.
39. ↑  Malet 1914，第227頁.
40. ↑  Cholakian 2006，第21頁.
41. ↑  Cholakian 2006，第25頁.
42. ↑  Williams 1916，第49頁.
43. ↑  Castello Sforzesco 2012.